# Олосіг
Олосіг (рум. Olosig) — село у повіті Біхор в Румунії. Адміністративно підпорядковане місту Секуєнь.
Село розташоване на відстані 443 км на північний захід від Бухареста, 36 км на північний схід від Ораді, 124 км на північний захід від Клуж-Напоки.

## Населення
За даними перепису населення 2002 року у селі проживали 548 осіб. Рідною мовою 544 особи (99,3%) назвали угорську.
Національний склад населення села:
| Національність | Кількість осіб | Відсоток |
| -------------- | -------------- | -------- |
| угорці         | 503            | 91,8%    |
| цигани         | 41             | 7,5%     |